# Mariä-Entschlafens-Kirche (Lwiw)

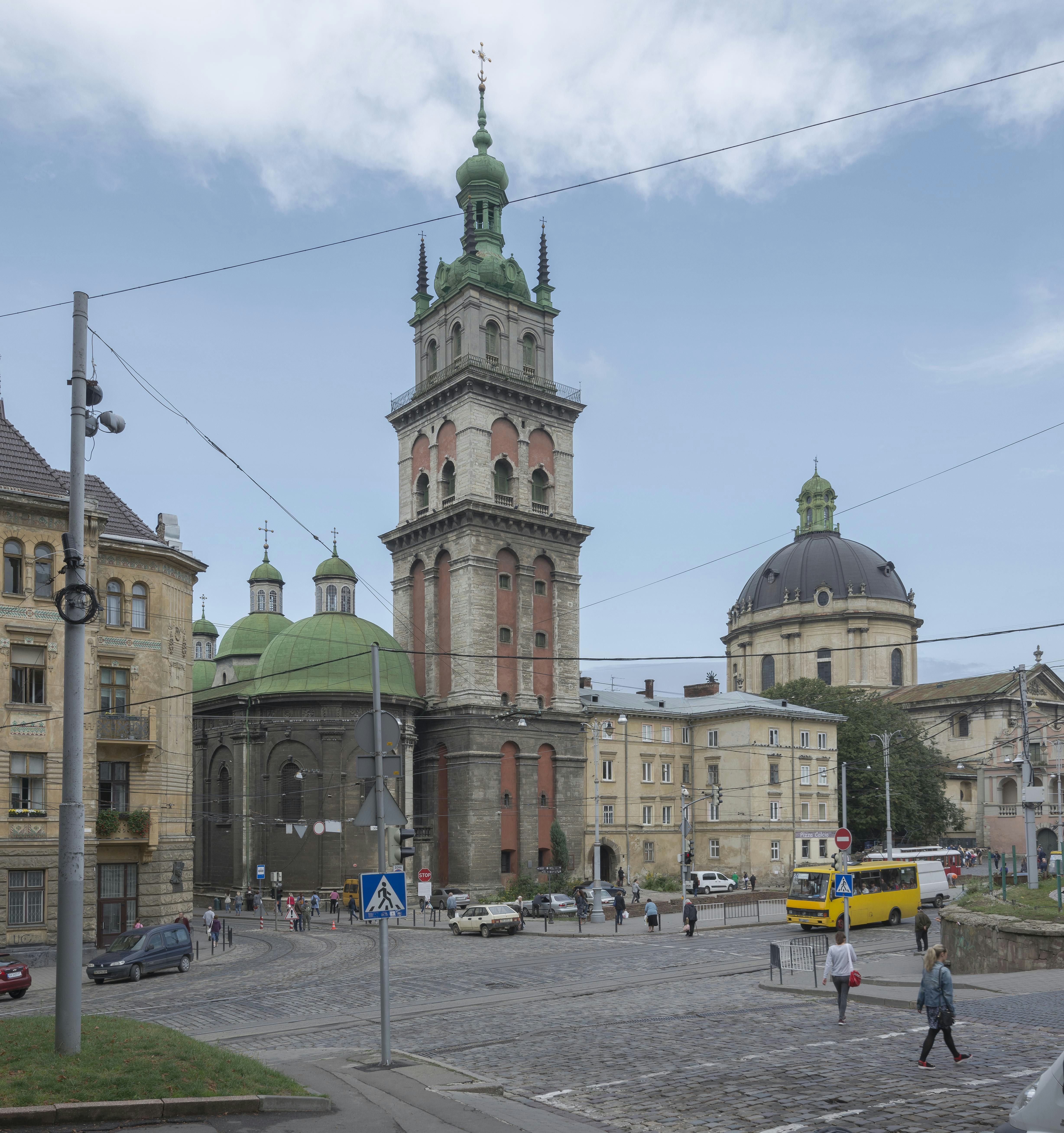
Mariä-Entschlafens-Kirche von Osten (2017), rechts die Kuppel der Dominikanerkirche

Die Mariä-Entschlafens-Kirche (ukrainisch Успенська церква) ist eine orthodoxe Kirche in der Altstadt von Lwiw in der Ukraine. Sie wurde überwiegend  zwischen 1572 und 1629 im Stil der Renaissance erbaut.

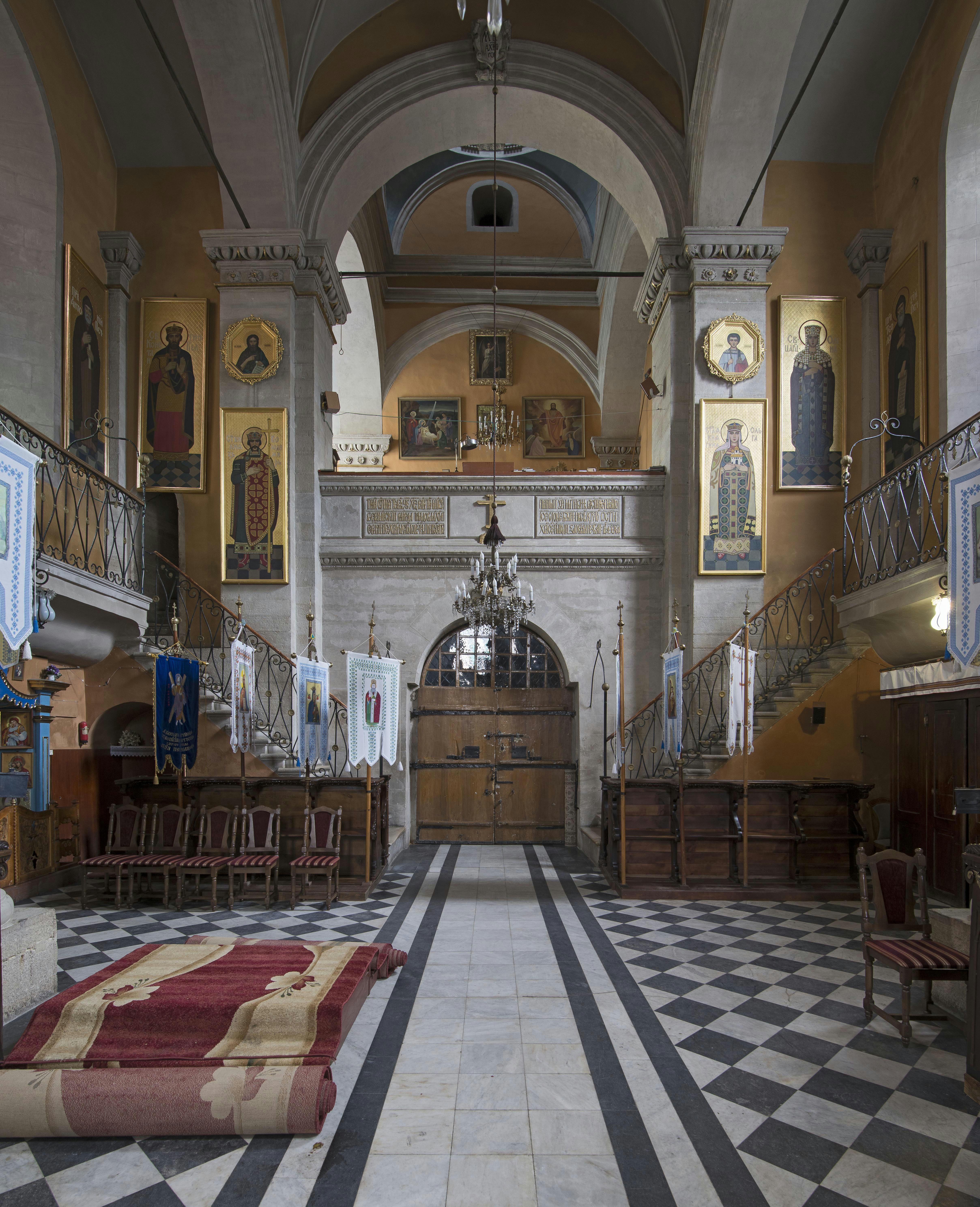
Inneres der Mariä-Entschlafens-Kirche von 1591 im Stil der Renaissance (2017)

## Geschichte
1340 brannte eine Kirche zu den drei Heiligen ab.
Von 1547 bis 1549 wurde an deren Stelle eine Mariä-Entschlafens-Kirche durch die orthodoxe Bruderschaft errichtet, die nach ihrem Stifter auch Wallachenkirche genannt wurde. 1571 brannte diese ab.
1572 bis 1578 wurde ein 66 Meter hoher Turm errichtet. 1574 begann der Bau einer Kapelle zu den drei Heiligen, die 1591 geweiht wurde.
Von 1591 bis 1629 wurde daneben die jetzige Mariä-Entschlafens-Kirche vom italienischen Architekten Paolo Romano gebaut.